# Grattan O'Leary
Michael Grattan O'Leary, född 19 februari 1888 i Gaspé, Québec, död 7 april 1976 i Ottawa, var en kanadensisk journalist, bokförläggare och politiker.
Han arbetade två år ute på sjön innan han påbörjade ett yrke inom journalistiken. Han började jobba på Ottawa Journal år 1911 där han senare blev redigerare för tidningen. Han var medlem i parlamentariska pressgalleriet för över 20 år, och en av en handfull kanadensiska journalister som fått sitt namn ingraverat i en sten i Hall of Fame i parlamentbyggnaderna i Ottawa.
Under olika tider var han Ottawakorrespondent i The Times, medarbetare på brittiska, amerikanska och kanadensiska tidningar, och var kanadensisk redigerare för Collier's. Han medverkade på imperiella och internationella konferenser i London, Washington och Canberra och var med på Potsdamkonferensen vid slutet av andra världskriget. Han tog ett aktivt intresse i allmänna händelser.
År 1968 blev han rektor för Queen's University i Kingston i Ontario.